# UC-64号潜艇
陛下之UC-64号艇是德意志帝国海军于第一次世界大战期间建造的其中一艘UC-II型近岸布雷潜艇或称U艇。它由不来梅的威悉船厂承建，于1917年1月23日新船下水，至2月22日交付使用。其全长51.85米，水面及水下排水量分别为422吨和504吨，艇载武器则包括三具鱼雷发射管、六具水雷滑射槽以及一门88毫米口径甲板炮。UC-64号入役后曾被部署至驻比利时的佛兰德区舰队，并参与了大西洋潜艇战。通过其十五次巡逻，共直接或间接击沉26艘协约国或中立国舰船，容积总吨累计为20473吨。1918年6月20日，UC-64号在多佛尔海峡为规避巡逻舰艇而下潜，却不慎在瓦尔纳滩触雷沉没，艇内30名官兵全数阵亡。

## 设计
1915年秋天，由于中立国美国的干预，U艇战几乎陷入停顿，导致德国广泛开展《国际法》所允许的水雷战，从而使布雷潜艇的需求量相应增加。德意志帝国海军潜艇监察局（Inspektion des U-Bootwesens）的开发部门留意到了这一点，遂以UB-II型为基础，按照兼顾布雷效率和生产速度的要求，以41号工程的名义设计了UC-II型潜艇。为了弥补前型UC-I型的缺陷，UC-II型艇不仅更大，而且采用双轴推进系统。然而，与前型最主要的区别在于，UC-II型艇重新运用了双壳体结构。但它并非纯粹的双体潜艇，而是一种中间过渡型；因为外层没有封闭耐压壳体，而是作为鞍形水柜附在上方。
UC-64号是64艘UC-II型方案的其中一艘。这个亚型的艇体结构与UB-II型类似，但体积更大，全长为51.85米，并有3.67米的吃水深度；由于不再考虑铁路运输的装载限界，舷宽也得以增至5.22米。其水上和水下排水量分别为422吨和504吨。艇只采用两台猛狮六缸四冲程600匹公制馬力（440千瓦特）柴油机用于水面运行，以及两台620匹公制馬力（460千瓦特）的西门子-舒克特电动发电机用于水下航行；水面最高航速11.9節（22.0每小時），水下7.2節（13.3每小時）；能够在水面以7節（13每小時）航速续航8,000海里（15,000），或以4節（7.4每小時）连续在水下航行59海里（109）而无需充电。其潜没需时约为30秒，能够在50米的深度下运作。
作为布雷潜艇，UC-64号改将六具布雷滑射槽安装在艇体前部，每具储存井内的水雷数量增至3枚，即合共18枚UC200型水雷。布雷时只需将存储井底部的盖板打开，水雷便可凭借自身重量滑入水中。随着滑射槽长度增加，艇体艏楼的上层建筑被抬高，上层建筑与司令塔之间的凹陷处布置了一门88毫米30倍径速射炮作为甲板炮。但由于位置相对较低，火炮甲板在恶劣海况下很容易被涌浪淹没。此外，UC-64号还装备有三具500毫米鱼雷发射管，这极大提升了潜艇的攻击能力。其中艇艏两具外置在两侧、艇艉一具则为内置式，并可搭载合共7枚G6型鱼雷。其标准船员编制为3名军官及23名水兵。

## 历史
1916年1月12日，在海军元帅阿尔弗雷德·冯·提尔皮茨的倡议下，国家海军办公室分别向五家德国造船厂发包第三批次的UC-II型潜艇。UC-64号因此成为不来梅威悉船厂承建的该批次四号艇，建造编号为262。它于1916年4月3日动工、1917年1月23日新船下水，至2月22日在曾执掌UB-16号的艇长、海军中尉恩斯特·穆勒-施瓦茨的指挥下交付使用，随即展开海试。继穆勒-施瓦茨之后，埃里希·黑希特中尉和斐迪南·施瓦茨中尉也曾担任UC-64号指挥官。完成海试后，该艇于1917年5月13日被编入驻泽布吕赫的佛兰德区舰队，成为海军佛兰德集团军的一份子。
在一年多的佛兰德役期中，UC-64号参与了大西洋潜艇战，足迹遍及英格兰东部、英吉利海峡和凯尔特海等多处水域。通过十五次布雷及破交战巡逻，UC-64号合共击沉协约国或中立国的26艘商船，容积总吨累计为20473吨。其中，体积最大的受害者是注册吨位为4610吨的英国货轮沃尔奈号（Volnay），它于1917年12月14日从蒙特利尔前往普利茅斯的途中，在距曼纳克斯岩东南约2海里（3.7）处撞上了由UC-64号布设的水雷而沉没。注册吨位为4972吨的英国货轮玛格丽特女王号（Queen Margaret）尽管吨位更重，但它于1918年1月20日在纳布灯船附近触雷后仅仅受损，并未沉没。
1918年6月18日，UC-64号从泽布吕赫出发进行另一次行动，任务是在布雷斯特附近和吉伦特河口布设雷区。两天后，即6月20日凌晨04:15，该艇在多佛尔海峡遇到了敌方正在巡逻的七艘武装拖网船和漂网船，被迫下潜规避。在机动过程中，UC-64号不慎撞上了布设在瓦尔纳滩附近（50°58′N 01°23′E / 50.967°N 1.383°E）的一枚水雷而沉没，艇内30名官兵全数阵亡。

## 袭击历史摘要
| 日期           | 船名           | 船籍         | 吨位 | 结局 |
| -------------- | -------------- | ------------ | ---- | ---- |
| 1917年5月20日  | 前进号         | 荷蘭         | 114  | 击沉 |
| 1917年5月23日  | 阿尔贝蒂娜号   | 荷蘭         | 100  | 击沉 |
| 1917年6月21日  | 亨德里卡号     | 荷蘭         | 109  | 击沉 |
| 1917年6月24日  | 电讯十八号     | 荷蘭         | 306  | 击沉 |
| 1917年7月16日  | 帝汶号         | 荷蘭         | 135  | 击沉 |
| 1917年8月17日  | 埃斯佩兰斯号   | 法國         | 97   | 击沉 |
| 1917年9月16日  | 团结七号       | 荷蘭         | 251  | 击沉 |
| 1917年9月17日  | 旁观者号       | 法國         | 2542 | 击沉 |
| 1917年9月22日  | 瓦朗谢讷城号   | 法國         | 1734 | 击沉 |
| 1917年10月18日 | 牛郎星号       | 挪威         | 1674 | 击沉 |
| 1917年10月18日 | 斯登号         | 英国         | 928  | 击沉 |
| 1917年11月16日 | 儒勒·凡尔纳号  | 法國         | 157  | 击沉 |
| 1917年11月27日 | 坦恩城号       | 法國         | 1416 | 击沉 |
| 1917年12月4日  | 曼彻斯特水手号 | 英国         | 4106 | 击伤 |
| 1917年12月14日 | 沃尔奈号       | 英国         | 4610 | 击沉 |
| 1917年12月19日 | 博里斯滕号     | 挪威         | 1718 | 击沉 |
| 1917年12月19日 | 特里维廉号     | 英国         | 3066 | 击伤 |
| 1917年12月23日 | 马尼西亚号     | 挪威         | 1868 | 击伤 |
| 1918年1月20日  | 玛格丽特女王号 | 英国         | 4972 | 击伤 |
| 1918年1月26日  | 梅号           | 英国         | 24   | 击沉 |
| 1918年1月26日  | 罗伯·罗伊号    | 英国         | 112  | 击沉 |
| 1918年3月28日  | 博塔号         | 英国         | 17   | 击沉 |
| 1918年3月28日  | 兄弟之爱号     | 英国         | 19   | 击沉 |
| 1918年3月28日  | 霍诺拉号       | 英国         | 29   | 击沉 |
| 1918年3月28日  | 诺埃尔号       | 英国         | 21   | 击沉 |
| 1918年3月31日  | 维安纳号       | 英國皇家海軍 | 401  | 击沉 |
| 1918年4月23日  | 拉夫里翁号     | 英国         | 582  | 击沉 |
| 1918年4月25日  | 索特号         | 瑞典         | 1353 | 击沉 |
| 1918年4月26日  | 利文雅号       | 英国         | 1304 | 击沉 |
| 1918年5月23日  | 梅夫峡湾号     | 挪威         | 720  | 击沉 |

## 脚注
1. 1 2 3  Helgason, Guðmundur. . German and Austrian U-boats of World War I - Kaiserliche Marine - Uboat.net.   [2009-02-23].
2. ↑  Tarrant，第173頁.
3. 1 2 3  Gröner 1991，第31-32頁.
4. 1 2  Helgason, Guðmundur. . German and Austrian U-boats of World War I - Kaiserliche Marine - Uboat.net.   [2015-01-11].
5. ↑  Helgason, Guðmundur. . German and Austrian U-boats of World War I - Kaiserliche Marine - Uboat.net.   [2015-01-11].
6. ↑  Helgason, Guðmundur. . German and Austrian U-boats of World War I - Kaiserliche Marine - Uboat.net.   [2015-01-11].
7. ↑  陈进，第48頁.
8. ↑  . Navypedia.   [2022-09-16]. （原始内容存档于2023-01-20）.
9. ↑  陈进，第46頁.
10. ↑  Herzog，第139頁.
11. 1 2  Helgason, Guðmundur. . German and Austrian U-boats of World War I - Kaiserliche Marine - Uboat.net.   [2015-01-11].
12. ↑  Helgason, Guðmundur. . German and Austrian U-boats of World War I - Kaiserliche Marine - Uboat.net.   [2022-11-24].
13. ↑  Helgason, Guðmundur. . German and Austrian U-boats of World War I - Kaiserliche Marine - Uboat.net.   [2022-11-24].
14. ↑  Perepeczko，第427頁.